# Мухоловка індигова
Мухоловка індигова (Eumyias indigo) — вид горобцеподібних птахів родини мухоловкових (Muscicapidae). Мешкає в Індонезії та Малайзії.

## Підвиди
Виділяють три підвиди:
- E. i. ruficrissa (Salvadori, 1879) — Суматра;
- E. i. indigo (Horsfield, 1821) — Ява;
- E. i. cerviniventris (Sharpe, 1887) — Калімантан.

Деякі дослідники вважають E. i. ruficrissa окремим видом Eumyias ruficrissa.

## Поширення і екологія
Індигові мухоловки мешкають на Суматрі, Яві та Калімантані. Вони живуть в гірських тропічних лісах. Зустрічаються на висоті від 900 до 2600 м над рівнем моря.